# Nombre algébrique
Pour les articles homonymes, voir Algébrique.
Ne doit pas être confondu avec entier algébrique.
Un nombre algébrique, en mathématiques, est un nombre réel ou complexe solution d'une équation polynomiale à coefficients dans le corps {\displaystyle \mathbb {Q} } des rationnels (autrement dit racine d'un polynôme non nul à coefficients rationnels).
Les nombres entiers et rationnels sont algébriques, ainsi que toutes les racines de ces nombres. Les nombres réels ou complexes qui ne sont pas algébriques, comme π et e (théorème de Lindemann-Weierstrass), sont dits transcendants. L'étude de ces nombres, de leurs polynômes minimaux et des corps qui les contiennent fait partie de la théorie de Galois.

## Exemples
- Tout nombre rationnel {\displaystyle a} est algébrique, car il est solution de l'équation {\displaystyle x-a=0}.
- Un nombre irrationnel peut être ou non algébrique. Par exemple √2 ou (3√3)/2 sont algébriques (car ils sont solutions de {\displaystyle x^{2}-2=0} et {\displaystyle 8x^{3}-3=0}, respectivement), tandis que le nombre e est transcendant (c'est-à-dire non algébrique).
- L'unité imaginaire i est algébrique, car elle est solution de l'équation {\displaystyle x^{2}+1=0}.
- Le nombre {\displaystyle \pi +{\rm {i}}} est transcendant mais on ne connait pas la nature de {\displaystyle \pi +{\rm {e}}}.

## Propriétés
L'ensemble des nombres algébriques est dénombrable — donc négligeable — puisque les polynômes non nuls à coefficients rationnels sont dénombrables et que chacun d'eux possède un nombre fini de zéros.
Le polynôme minimal d'un nombre algébrique est le polynôme unitaire à coefficients rationnels de plus petit degré dont ce nombre est racine. On définit aussi le polynôme minimal sur {\displaystyle \mathbb {Z} } comme le polynôme de plus petit degré à coefficients entiers (premiers entre eux dans leur ensemble et tels que le coefficient du terme de plus haut degré soit positif) dont le nombre est racine (il est identique au précédent à multiplication près par une constante). Le degré du polynôme minimal est appelé le degré du nombre algébrique. Par exemple, les nombres algébriques de degré 1 sont les rationnels ; i et √2 sont algébriques de degré 2. La hauteur d'un nombre algébrique est le maximum des valeurs absolues des coefficients du polynôme minimal sur {\displaystyle \mathbb {Z} }.
Tout nombre algébrique appartient au corps de rupture ℚ(x) de son polynôme minimal, qui est un corps de nombres c'est-à-dire une extension finie de ℚ. Réciproquement, tout élément d'un corps de nombres est algébrique. En particulier :
- L'opposé et l'inverse d'un nombre algébrique non nul x sont algébriques, puisqu'ils appartiennent au corps de nombres  ℚ(x)  (on construit d'ailleurs très facilement leurs polynômes minimaux à partir de celui de x).
- La somme et le produit de deux nombres algébriques x et y sont encore algébriques, puisqu'ils appartiennent au corps ℚ(x, y), qui est une extension finie de ℚ (le calcul de leurs polynômes minimaux est moins évident et passe par l'utilisation du résultant).

Un nombre complexe est algébrique si et seulement si sa partie réelle et sa partie imaginaire le sont.

## Le corps des nombres algébriques

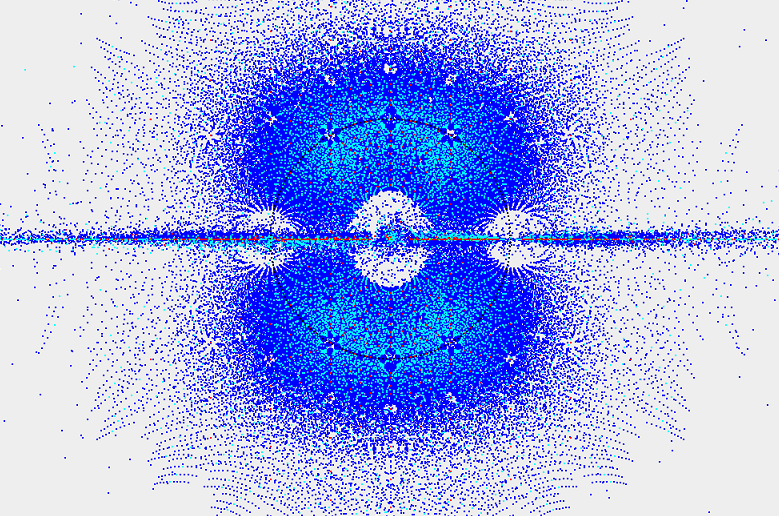
Les nombres algébriques dans le plan complexe. Couleur d'après degré. (bleue=4, cyan=3, rouge=2, vert=1). Le cercle unité est noir.

D'après les propriétés ci-dessus, les nombres algébriques forment un sous-corps de ℂ, différent de ℂ. On peut montrer que toute solution d'une équation polynomiale dont les coefficients sont des nombres algébriques est encore algébrique, autrement dit : le corps des nombres algébriques est algébriquement clos. En fait, c'est le plus petit corps algébriquement clos contenant les nombres rationnels, et il est par conséquent appelé clôture algébrique du corps  ℚ des rationnels et noté ℚ.
Tous les énoncés ci-dessus se généralisent aux éléments algébriques d'une extension de corps.
Tous les nombres algébriques sont des périodes donc sont calculables.

## Nombres définis par des radicaux
Tous les nombres qui peuvent être obtenus à partir des entiers en utilisant un nombre fini d'additions, de soustractions, de multiplications, de divisions et d'extractions de racines n-ièmes (où n est un entier strictement positif) sont algébriques. La réciproque est fausse : il existe des nombres algébriques qui ne peuvent pas être obtenus de cette manière (c'est le théorème d'Abel-Ruffini) ; d'après la théorie de Galois, tous ces nombres sont de degré supérieur ou égal à 5. Un exemple d'un tel nombre est l'unique solution réelle de x5 – x – 1 = 0.

## Entiers algébriques

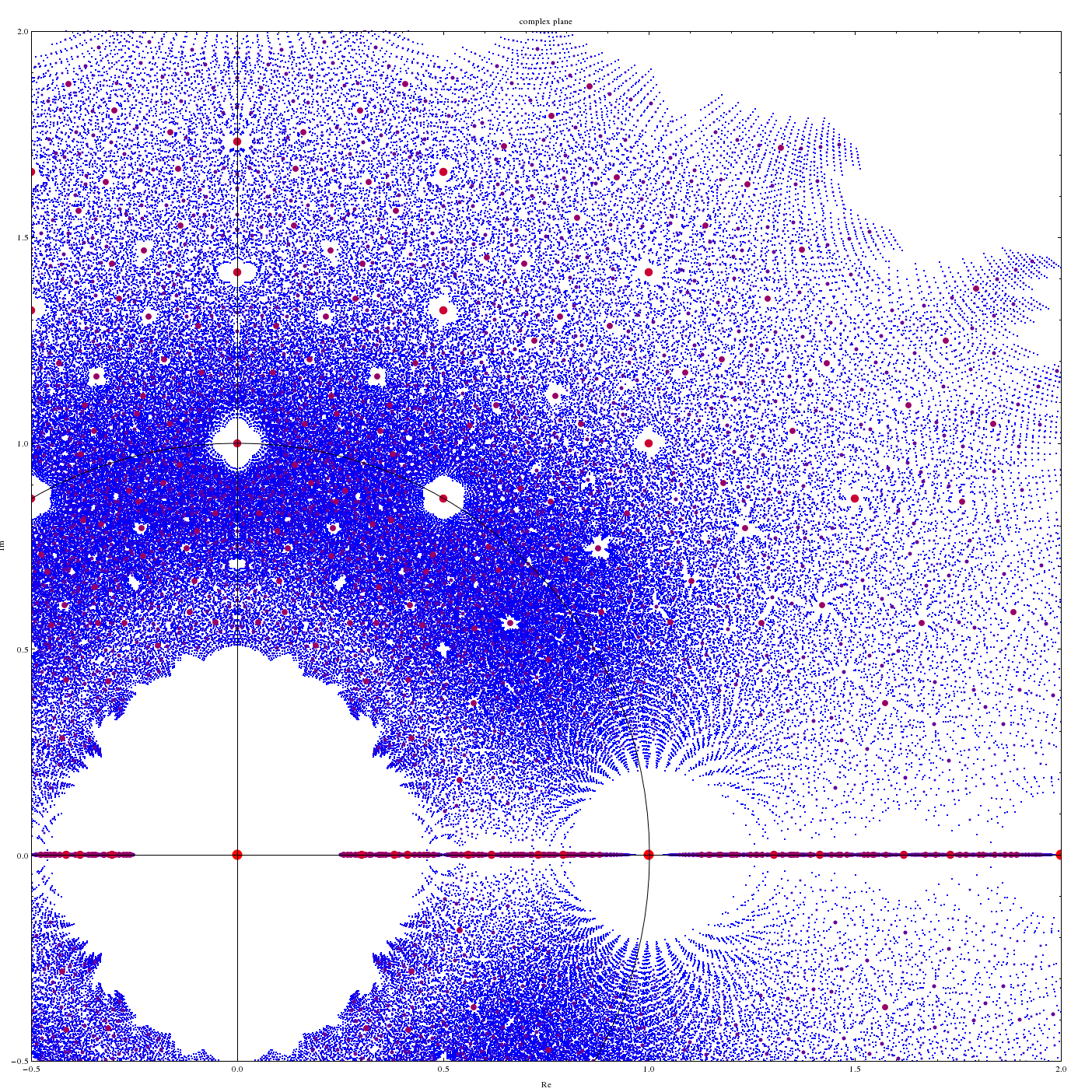
Entiers algébriques dans le plan complexe.

Tout nombre algébrique est racine d'un polynôme à coefficients entiers. On dit que ce nombre est un entier algébrique s'il est racine d'un polynôme unitaire à coefficients entiers ou, ce qui est équivalent, si son polynôme minimal (unitaire) est à coefficients entiers. Ainsi, 3 + 2√2, racine de x2 – 6x + 1 et 2 – 5i, racine de x2 – 4x + 29, sont des entiers algébriques ; il en est de même du nombre d'or (1 + √5)/2, qui est racine de x2 – x – 1 ; ce dernier exemple montre que les « coefficients » d'un entier algébrique peuvent ne pas être entiers ; cette question est développée dans l'article consacré aux entiers quadratiques. Des exemples d'entiers quadratiques sont les entiers de Gauss, les entiers d'Eisenstein ou les entiers du corps ℚ(√5). Les racines de l'unité sont des entiers algébriques (non quadratiques en général) donc les périodes de Gauss aussi (ce sont des sommes particulières de racines de l'unité). Les nombres de Salem et ceux de Pisot-Vijayaraghavan sont des types particuliers d'entiers algébriques.
Les entiers algébriques forment un sous-anneau involutif de ℂ, ce qui signifie que la somme, la différence, le produit et le conjugué d'entiers algébriques sont encore des entiers algébriques. Cet anneau ne contient aucun élément irréductible, puisqu'il est stable par racine carrée.
Le nom entier algébrique provient du fait que[réf. souhaitée] les seuls nombres rationnels qui sont des entiers algébriques sont les entiers, et que les entiers algébriques dans tout corps de nombres sont, sous bien des aspects, analogues aux entiers : ce sont les exemples les plus typiques d'anneaux de Dedekind. Si K est un corps de nombres, l'« anneau de ses entiers » est le sous-anneau des entiers algébriques dans K et est fréquemment noté OK.

## Généralisation
Le concept de nombre algébrique peut être généralisé à d'autres corps que {\displaystyle \mathbb {Q} }, comme le corps des nombres p-adiques ; les éléments dans de telles extensions qui satisfont aux équations polynomiales sont appelés des éléments algébriques.
Soient K un corps et L une extension de K. Un élément de L est dit algébrique sur K s'il est racine d'une équation polynomiale à coefficients dans K, non tous nuls ; il est dit transcendant sur K dans le cas contraire.
La définition donnée plus haut s'obtient dans le cas particulier où K est le corps {\displaystyle \mathbb {Q} } des rationnels et L est le corps {\displaystyle \mathbb {C} } des nombres complexes.